# Isole di Stromboli e Strombolicchio
Isole di Stromboli e Strombolicchio este o arie protejată (arie specială de conservare — SAC, sit de importanță comunitară — SCI) din Italia întinsă pe o suprafață de 1.057 ha, integral pe uscat.

## Localizare
Centrul sitului Isole di Stromboli e Strombolicchio este situat la coordonatele 38°47′59″N 15°12′41″E / 38.799722°N 15.211389°E.

## Înființare
Situl Isole di Stromboli e Strombolicchio a fost declarat sit de importanță comunitară în septembrie 1995 pentru a proteja 3 specii de plante și 24 de specii de animale. Situl a fost protejat și ca arie specială de conservare în decembrie 2015.

## Biodiversitate
Situată în ecoregiunea mediteraneană, aria protejată conține 8 habitate naturale: Păduri de Quercus ilex și Quercus rotundifolia, Pante stâncoase calcaroase cu vegetație casmofită, Câmpuri de lavă și excavații naturale, Recifuri, Tufărișuri termo-mediteraneene și de pre-deșert, Vegetație anuală la limita mareei, Pseudostepă cu ierburi și specii anuale de Thero-Brachypodietea, Formațiuni scunde de Euphorbia în apropierea falezelor.
La baza desemnării sitului se află mai multe specii protejate:
- plante (3): Cytisus aeolicus, Dianthus rupicola, Eokochia saxicola
- păsări (24): fâsă-de-câmp (Anthus campestris), ciocârlie-cu-degete-scurte (Calandrella brachydactyla), erete de stuf (Circus aeruginosus), prepeliță (Coturnix coturnix), egretă mică (Egretta garzetta), Falco eleonorae, șoim călător (Falco peregrinus), muscar-gulerat (Ficedula albicollis), acvilă pitică (Hieraaetus pennatus), Larus michahellis, pescăruș râzător (Larus ridibundus), gaia neagră (Milvus migrans), gaia roșie (Milvus milvus), stârc de noapte (Nycticorax nycticorax), vultur pescar (Pandion haliaetus), viespar (Pernis apivorus), coțofană (Pica pica), guguștiuc (Streptopelia decaocto), graur (Sturnus vulgaris), silvie de tufiș (Sylvia undata), mierlă (Turdus merula), sturz-cântător (Turdus philomelos), sturzul de vâsc (Turdus viscivorus), nagâț (Vanellus vanellus)

Pe lângă speciile protejate, pe teritoriul sitului au mai fost identificate 28 de specii de plante, 23 de specii de păsări, 1 specie de mamifere, 40 de specii de nevertebrate, 5 specii de reptile.